# Air Transat
Air Transat är det största charterflygbolaget i Kanada. Flygbolaget flyger inom Nordamerika, Karibien, Sydamerika och Europa. Flygbolaget flyger huvudsakligen från Montreals flygplats, men även från Torontos och Vancouvers flygplatser. Flygbolaget flyger med Airbus A321 och Airbus A330.